# Stegolepis piresii
Stegolepis piresii är en gräsväxtart som beskrevs av Bassett Maguire. Stegolepis piresii ingår i släktet Stegolepis och familjen Rapateaceae. Inga underarter finns listade i Catalogue of Life.